# Mauro Ovelha
Mauro Grasel, mais conhecido como Mauro Ovelha (Santo Ângelo, 3 de agosto de 1967), é um treinador e ex-futebolista brasileiro que atuava como zagueiro.
O apelido surgiu porque seu cabelo era igual ao do cantor Ovelha.
Como treinador, foi campeão do Campeonato Catarinense, em 2011, com a Chapecoense e outras quatro vezes vice-campeão da mesma competição, duas pelo Atlético de Ibirama, uma com a Chapecoense e outra pelo Joinville.

## Carreira

### Como jogador
Como futebolista, atuava como zagueiro e foi revelado nas categorias de base do Internacional.
Depois, atuou em vários outros clubes da região sul do Brasil.

### Como treinador
Começou sua carreira como técnico em 2000, sendo ao mesmo tempo zagueiro e capitão do time, no Joaçaba, de Santa Catarina, clube onde conquistou o vice-campeonato da segunda divisão do estadual daquele ano.
Em 2010, ele assumiu o Joinville no decorrer do Campeonato Catarinense e sagrou-se vice-campeão estadual, sendo demitido ao término do campeonato.
Em 21 de maio de 2010, foi anunciado como novo treinador do Metropolitano. Em 7 de outubro de 2010, a diretoria anunciou a demissão do treinador após ser eliminado na segunda fase do Campeonato Brasileiro da Série D. Seu último jogo no cargo foi a derrota para o Operário-PR, em Blumenau, pelo placar de 2 a 3, com isso ele contabilizou no clube blumenauese o total de 12 jogos, sendo três vitórias, quatro empates e cinco derrotas.
Treinou a Chapecoense entre outubro de 2010 e novembro de 2011, na sua segunda passagem pelo clube. Conquistou o tetra Campeonato Catarinense no ano de 2011, quebrando o tabu de ter sido por quatro vezes vice-campeão.
Após esta campanha, deixou o clube do oeste catarinense para treinar o Avaí. Sua estreia foi logo contra o seu ex-clube, a Chapecoense na Arena Condá, em Chapecó, no dia 22 de janeiro de 2012. O resultado não foi bom, já que o Avaí saiu derrotado por 1 a 0, apesar de muitas oportunidades de gol perdidas. Sua primeira vitória aconteceu no dia 25 de janeiro de 2012, no jogo em que o Avaí venceu o Criciúma por 3 a 2 na Ressacada pela segunda rodada do Campeonato Catarinense. No dia 24 de março de 2012, o Avaí é derrotado pelo Camboriú por 1 a 0 fora de casa e, com uma situação crítica no campeonato, Ovelha é dispensado pela diretoria do clube.
Após a fraca campanha pelo Avaí, Ovelha é anunciado como o novo reforço do Caxias para as finais do Campeonato Gaúcho e para a Série C do campeonato nacional. Após campanha irregular e três derrotas consecutivas, Ovelha é demitido do comando técnico da equipe grená.
Para 2015, retornou como treinador do CRAC. Em 13 de fevereiro do mesmo ano, Mauro Ovelha foi desligado do CRAC depois de três derrotas seguidas.
Em 23 de junho de 2015, Mauro foi contratado para comandar a equipe do Brusque na série B do Campeonato Catarinense de 2015. Mauro deixou o comando do clube em 2016.
No dia 02 de agosto de 2016, Mauro Ovelha acerta com o Marcílio Dias para comandar a equipe na segunda divisão do campeonato estadual. Mauro foi demitido do Marcílio Dias em 14 de outubro de 2016.
Em 4 de novembro de 2016, Ovelha acertou seu retorno ao Brusque. No começo do mês de fevereiro ele acabou sendo demitido do comando do clube catarinense, tendo comandado apenas 3 partidas.
Em 2017, após uma passagem pelo Brusque e Metropolitano, Mauro Ovelha assumiu o Concórdia no meio do Campeonato Catarinense da série B, levando o time ao título do campeonato e ao acesso para a elite catarinense do ano seguinte.
Foi chamado para treinar a equipe do Camboriú em 2018. Nessa passagem, o clube foi o segundo colocado na série B do estadual, mas perdeu a vaga nas semifinais para o Metropolitano, acumulando 20 jogos e 11 vitórias.
Retorna ao clube em 2019, no decorrer da Série B do Catarinense de 2019, e terminou na quinta colocação, sem conseguir o acesso, com 5 vitórias em 13 partidas.
Em 2020, inicia sua terceira passagem pelo clube, na disputa da Série B do Campeonato Catarinense 2020.

### Como supervisor de futebol
No ano de 2022, Mauro Ovelha assumiu como supervisor de futebol do Camboriú. Após o inédito vice-campeonato catarinense, se desliga do Camboriú e assina com o Metropolitano para ser gerente de futebol do clube, visando o campeonato catarinense da segunda divisão de 2022.

## Títulos

### Como jogador
Blumenau
- Campeonato Catarinense de Futebol - Série B: 1987

Concórdia
- Campeonato Catarinense de Futebol - Série B: 1991

Atlético de Ibirama
- Campeonato Catarinense de Futebol - Série B: 2001

### Como treinador
Marcílio Dias
- Copa Santa Catarina: 2007
- Recopa Sul-Brasileira: 2007

Chapecoense
- Campeonato Catarinense: 2011

Brusque
- Campeonato Catarinense - Série B: 2015

Concórdia
- Campeonato Catarinense - Série B: 2017